# José Afonso Ribeiro
José Afonso Ribeiro (Poconé, 28 de outubro de 1929 — Canoas, 11 de novembro de 2009) foi um bispo católico brasileiro. Foi bispo prelado de Borba, no Amazonas.

## Biografia
José nasceu em Poconé, no Mato Grosso, em 28 de outubro de 1929. Foi ordenado sacerdote em 7 de dezembro de 1958. Em 29 de janeiro de 1979, foi nomeado bispo auxiliar de São Luís de Cáceres no Mato Grosso e bispo titular de Bágis, na Ásia Menor. Em 3 de junho de 1988, foi feito bispo prelado de Borba, no Amazonas. Se aposentou em 3 de maio de 2006 e morreu em 10 de novembro de 2009.